# ألتونة
أُلْتُونَة (بالفلندية: Ultuna) هي المحلة التاسعة والخمسون من محلات هلسنكي عاصمة فلندة، وهي أقصاها إلى الشمال.